# Episodi de I Borgia (serie televisiva canadese) (prima stagione)
La prima stagione della serie televisiva I Borgia, composta da nove episodi, è stata trasmessa dal canale canadese Bravo! dal 3 aprile al 22 maggio 2011.
Negli Stati Uniti è stata trasmessa, nelle stesse date, sul canale Showtime.
In Italia è andata in onda in anteprima assoluta su LA7 dal 3 al 24 marzo 2013. I primi due episodi sono stati trasmessi in esclusiva in streaming sul sito la7.it il 2 marzo 2013.
Al termine di questa stagione escono dal cast principale Aidan Alexander e Simon McBurney.
| nº | Titolo originale       | Titolo italiano               | Prima TV Canada | Prima TV Italia |
| -- | ---------------------- | ----------------------------- | --------------- | --------------- |
| 1  | The Poisoned Chalice   | Il calice avvelenato          | 3 aprile 2011   | 3 marzo 2013    |
| 2  | The Assassin           | L'assassino                   | 3 aprile 2011   | 3 marzo 2013    |
| 3  | The Moor               | Il Moro                       | 10 aprile 2011  | 10 marzo 2013   |
| 4  | Lucrezia's Wedding     | Il matrimonio di Lucrezia     | 17 aprile 2011  | 10 marzo 2013   |
| 5  | The Borgias in Love    | I Borgia innamorati           | 24 aprile 2011  | 17 marzo 2013   |
| 6  | The French King        | Il Re francese                | 1º maggio 2011  | 17 marzo 2013   |
| 7  | Death, on a Pale Horse | Morte su un cavallo verdastro | 8 maggio 2011   | 24 marzo 2013   |
| 8  | The Art of War         | L'arte della guerra           | 15 maggio 2011  | 24 marzo 2013   |
| 9  | Nobody                 | Nessuno                       | 22 maggio 2011  | 24 marzo 2013   |

## Il calice avvelenato
- Titolo originale: The Poisoned Chalice
- Diretto da: Neil Jordan
- Scritto da: Neil Jordan

### Trama
Roma, 1492. Papa Innocenzo VIII muore e i cardinali cominciano a disputarsi il trono di Pietro. Tra i principali contendenti vi sono il cardinale Giuliano della Rovere, il cardinale Ascanio Sforza e il cardinale Rodrigo Borgia. Quest'ultimo, corrompendo gran parte del collegio cardinalizio, riesce a ottenere la maggioranza dei voti, grazie anche all'aiuto dei figli Cesare e Juan. In particolare, il voto del cardinale Sforza e dei suoi sostenitori viene comprato con la promessa, subito mantenuta, di nominare lo stesso Sforza Vice-Cancelliere della Curia romana. Rodrigo diventa così papa col nome di Alessandro VI. Tuttavia i dissapori all'interno del sacro collegio non tardano a mostrarsi, e il nuovo pontefice viene subito accusato di simonia (compravendita di cariche ecclesiastiche) dal cardinale Orsino Orsini, che però deve immediatamente ritrattare e scusarsi col papa. Per farsi perdonare, l'Orsini invita l'intero collegio a cena presso il suo appartamento romano due giorni dopo. Alessandro VI si reca così a cena dall'Orsini accompagnato dal figlio Cesare, ma le cose non vanno come dovrebbero. Cesare infatti, recatosi in cucina, scopre che il gentile invito ha il solo scopo di provocare la morte del papa tramite avvelenamento. L'astuto rampollo dei Borgia, tuttavia, scoperto l'intrigo, fa in modo che a morire avvelenato sia lo stesso cardinale Orsini, avvalendosi dell'ausilio dell'assassino Michelotto. Quando il cardinale inizia ad accusare il malore, i due Borgia fuggono da casa Orsini e fanno ritorno in Vaticano.
Nel corso dell'episodio vengono poi alla luce i rapporti che intercorrono tra i membri della famiglia Borgia mediante una caratterizzazione dei personaggi che ci mostra un Cesare Borgia crudele e spietato in politica, ma affezionato e protettivo nei confronti della propria famiglia, con una predilezione per la sorella Lucrezia. L'unica figlia femmina del papa ci viene presentata come una giovane spensierata ma che al contempo comincia ad avere i primi rapporti con la vita politica e gli intrighi di corte, pur mantenendo sempre una certa ingenuità. Juan Borgia, il secondogenito, è invece il borioso e arrogante gonfaloniere dello Stato Pontificio, inesperto di politica e alquanto inetto, caratteristica che spicca nel confronto col fratello Cesare, che però ha dovuto prendere i voti per poter meglio aiutare la politica paterna. Quarto e ultimo figlio di Rodrigo è il piccolo e inesperto Goffredo Borgia, mentre spicca per forza d'animo e carattere, misti a una tenerezza non comune, la madre dei quattro ed ex amante del papa, Vannozza Cattanei.
- Guest star: Derek Jacobi (Orsino Orsini), Peter Sullivan (Ascanio Sforza).
- Altri interpreti: Stephen Noonan (Cardinale diacono), Michael Poole (Papa Innocente VIII), Vernon Dobtcheff (Cardinale Versucci), Bosco Hogan (Cardinale Piccolomini), László Konter (Cardinale Colonna), Elena Argiros (Donna a letto), Gergely Boronyák (Guardia vaticana), Charlie Anson (Vittorio Colonna), Gábor Atlasz (Cuoco del Vaticano), Richard Bremmer (Notaio), Donal Gallery (Prete), Réka Császár (Prostituta 1), Anna Spergel (Prostituta 2), David Lowe (Ambasciatore francese).
- Ascolti USA: telespettatori 1 062 000[3]
- Ascolti Italia: telespettatori 1 277 000 – share 4,72%[4]

## L'assassino
- Titolo originale: The Assassin
- Diretto da: Neil Jordan
- Scritto da: Neil Jordan

### Trama
L'assassino Michelotto diventa il braccio destro di Cesare, sventando i piani degli avversari della famiglia papale. Michelotto è così fedele alla causa che Cesare lo manda presso il cardinale Della Rovere, dopo la morte di Orsini il più fiero avversario dei Borgia, per fingersi al suo servizio e per rivelare i complotti orditi dal Della Rovere stesso. Questi infatti rivela a Michelotto di voler riunire i cardinali ostili ad Alessandro VI per giungere a una soluzione condivisa. La riunione ha effettivamente luogo e, mentre Michelotto è in ascolto dietro la porta della stanza ove essa si tiene, il cardinale Della Rovere annuncia di voler provare le accuse rivolte al papa, cioè corruzione, simonia, concubinato, e a questo scopo decide anche di chiedere un parere all'esperto di diritto canonico Giovanni Burcardo, il quale gli risponde che per procedere alla destituzione si necessita di una prova evidente che il concubinato sia effettivo. Per scongiurare il rischio il papa decide allora di nominare tredici nuovi cardinali onde ottenere la maggioranza nel collegio, avvalendosi a sorpresa dell'aiuto dello stesso Burcardo. Tra questi vi è anche il figlio del pontefice, Cesare Borgia. Della Rovere, inorridito, di fronte al collegio minaccia di diffondere le prove del concubinaggio del papa, ma i suoi piani vanno in fumo perché Michelotto, di fatto rivelandosi, uccide la fanciulla la cui testimonianza costituiva la prova delle relazioni proibite di papa Alessandro.
Intanto papa Borgia intreccia davvero una relazione amorosa, e lo fa con Giulia Farnese, nobildonna romana astuta ma di animo decisamente buono, tanto che riesce subito a stringere amicizia con la giovane Lucrezia Borgia. Ad andare su tutte le furie è invece Vannozza Cattanei, che non sopporta la relazione dell'ex amante con un'altra donna, arrivando a fare una scenata di fronte ad alcuni cardinali, prima di essere calmata dallo stesso Alessandro VI.
- Guest star: Derek Jacobi (Orsino Orsini), Peter Sullivan (Ascanio Sforza).
- Altri interpreti: László Konter (Cardinale Colonna), Vernon Dobtcheff (Cardinale Versucci), Bosco Hogan (Cardinale Piccolomini), Attila Árpa (Assassino 1), Montserrat Lombard (Maria), Jalaal Hartley (Pinturicchio), Olivér Tóth (Cuoco di Della Rovere).
- Ascolti USA: telespettatori 1 062 000[3]
- Ascolti Italia: telespettatori 1 277 000 – share 4,72%[4]

## Il Moro
- Titolo originale: The Moor
- Diretto da: Simon Cellan Jones
- Scritto da: Neil Jordan

### Trama
Il cardinale Giuliano della Rovere si reca a Napoli, dove incontra re Ferrante, vecchio e completamente rimbambito, e il figlio Alfonso, successore al trono partenopeo, per discutere l'eventuale deposizione di Papa Alessandro VI. Ma i Borgia vengono a conoscenza delle sue intenzioni e inviano a Napoli l'assassino Michelotto col compito di uccidere il cardinale. Il tentativo si compie durante una visita di quest'ultimo in una stazione termale, in cui Della Rovere è ospite del principe. Ma Michelotto si fa riconoscere per via delle ferite che ha sulla schiena, e il cardinale riesce a fuggire sia dall'assassino sia da un infuriato re di Napoli, che minaccia di imbalsamarlo come il padre usava fare con i nemici politici. Se da una parte, dunque, fallisce l'attentato programmato dai Borgia, dall'altra fallisce anche la spedizione diplomatica del cardinale Della Rovere.
Nel frattempo a Roma arriva il principe Djem, fratello del sultano ottomano di Costantinopoli, che paga un'ingente somma per l'ospitalità, ma fa sapere che tale somma si decuplicherebbe se il principe perdesse la vita. Djem si ambienta bene a Roma, fa amicizia con Cesare e Juan, ma soprattutto con Lucrezia, che si innamora di lui. Il principe si convince addirittura a convertirsi al Cristianesimo. Intanto però il papa è deciso a dare sua figlia in sposa, e il candidato più forte è Giovanni Sforza, signore di Pesaro. Sorge però il problema della dote di Lucrezia, visto che le pretese degli Sforza sono ingentissime. Cesare Borgia ricorre così, su istigazione del padre, all'omicidio del principe Djem per ottenere la somma di denaro promessa dal sultano.
- Guest star: Elyes Gabel (Principe Djem), Augustus Prew (Alfonso II di Napoli), Peter Sullivan (Ascanio Sforza).
- Altri interpreti: Alexis Latham (Cortigiano napoletano), Joseph M. Kelly (Re Ferrante di Napoli), Jalaal Hartley (Pinturicchio), Ferenc Lengyel (Massaggiatore), Levente Törköly (Ambasciatore turco), Peter Mark (Servo di Djem), Gina McKee (Caterina Sforza), Seymour Matthews (Sigismondo D'Este), László Konter (Cardinale Colonna), Ádám Antal (Giovane nipote arrogante), György Gál (Nobiluomo anziano), Levente Tasner (Nobile nipote goffo), Robert Demeger (Ambasciatore veneziano), Isaac O'Sullivan (Principe reggente veneziano), Patrick Osborne (Domenico, aiutante in cucina).
- Ascolti USA: telespettatori 683 000[5]
- Ascolti Italia: telespettatori 971 000 – share 3,70%[6]

## Il matrimonio di Lucrezia
- Titolo originale: Lucrezia's Wedding
- Diretto da: Simon Cellan Jones
- Scritto da: Neil Jordan

### Trama
A Firenze, capitale della Repubblica fiorentina, dove imperversano il frate domenicano Girolamo Savonarola e i suoi sermoni, si reca il cardinale Giuliano della Rovere, che viene ricevuto da Piero de' Medici e dall'ambasciatore Niccolò Machiavelli. Il cardinale è deciso a chiamare in Italia il re di Francia Carlo VIII per spodestare papa Alessandro VI e chiede perciò a Firenze il libero passaggio delle truppe francesi nella Repubblica. Della Rovere si reca poi dal Savonarola stesso, che gli parla di una visione che ha avuto, in cui un esercito proveniente dal nord avrebbe messo la penisola a ferro e fuoco. A pedinare il cardinale i Borgia inviano allora a Firenze una spia, che però fallisce la sua missione, rivelandosi e facendosi uccidere dallo stesso Della Rovere.
A Roma intanto, mentre Vannozza Cattanei riallaccia i rapporti col suo vecchio amante, il pastore Theo, arriva il signore di Pesaro Giovanni Sforza e si celebra lo sposalizio tra questi e Lucrezia. Il matrimonio, celebrato da Cesare Borgia, a questo punto è fondamentale dal punto di vista politico perché spianerebbe la strada a un'alleanza tra lo Stato Pontificio e la famiglia Sforza in funzione antifrancese. Al matrimonio partecipa anche Vannozza Cattanei, nonostante il veto degli Sforza, e la baronessa Ursula Bonadeo, sposata con un nobiluomo romano. Quest'ultimo, rivolgendosi a Cesare, insulta sua madre facendo allusione al suo vecchio status di cortigiana, cosa che fa scattare tra i due la promessa di un duello. Il banchetto nuziale si conclude in modo abbastanza sereno e la coppia di sposi parte alla volta delle Marche. Una volta giunti a Pesaro, però, Giovanni Sforza si rivela un individuo brutale e sprezzante, e costringe Lucrezia ad avere un rapporto sessuale contro la sua volontà.
- Guest star: Julian Bleach (Niccolò Machiavelli), Ruta Gedmintas (Ursula Bonadeo), Luke Pasqualino (Paolo), Mickey Sumner (Francesca), Peter Sullivan (Ascanio Sforza), Ronan Vibert (Giovanni Sforza).
- Altri interpreti: Johnny Palmiero (Giancarlo), Kenneth Collard (Marito, attore teatrale), Paloma Oakenfold (Cortigiana, attrice teatrale), Helen Norton (Moglie, attrice teatrale), Dávid Abonyi (Figlio, attore teatrale), Mal Whyte (Gestore teatrale), Cesare Taurasi (Piero De Medici), David Bamber (Theo), Robert Reina (Ambasciatore spagnolo), Fabiano Dantas Tavares (Nativo americano), Justin Avoth (Conquistador), Nicholas Rowe (Barone Bonadeo).
- Ascolti USA: telespettatori non disponibili
- Ascolti Italia: telespettatori 971 000 – share 3,70%[6]

## I Borgia innamorati
- Titolo originale: The Borgias in Love
- Diretto da: John Maybury
- Scritto da: Neil Jordan

### Trama
Mentre papa Alessandro cerca di trovare moglie al figlio Juan, Lucrezia continua a essere oggetto di un trattamento disumano da parte del marito Giovanni Sforza, che le fa visita solo di notte per sfogarsi sessualmente. Per questa ragione la giovane decide di sabotare la sella del suo cavallo con l'aiuto dello stalliere Paolo e della domestica Francesca. Il signore di Pesaro ha così un incidente e, infortunatosi alla gamba, è costretto al riposo più assoluto lontano dalle stanze di Lucrezia. Intanto Cesare si innamora della baronessa Ursula Bonadeo, passa sempre più tempo con lei e, atteso il marito nelle vie di Roma, lo sfida a duello. Il barone, che aveva insultato la madre di Cesare, Vannozza, al matrimonio di Lucrezia, perisce nello scontro e viene gettato nel Tevere.
Il cardinale Giuliano della Rovere prosegue la sua marcia verso la Francia e incontra Ludovico Sforza, duca di Milano, detto il Moro, per convincerlo a lasciare libero il passo alle armate francesi nel ducato. Il Moro è in realtà un usurpatore, che ha rinchiuso nelle segrete della sua residenza il legittimo duca, suo nipote Gian Galeazzo Maria Sforza, ma non ha nulla in contrario a favorire l'invasione francese. Tuttavia il papa non sta a guardare, e invia a Milano il cugino del Moro, il cardinale Ascanio Sforza, Vice-Cancelliere della Curia Romana, a minacciare il duca paventando la possibilità di un riconoscimento papale delle pretese di Gian Galeazzo su Milano. Ludovico allora con l'inganno fa uscire dalle segrete il nipote e, davanti al cardinale, lo avvelena causandone la morte. In missione diplomatica è inviato anche il cardinale Cesare Borgia, ma stavolta a Firenze, dove discute con l'ambasciatore Niccolò Machiavelli la possibilità che la Repubblica fiorentina si opponga al passaggio in armi di Carlo VIII di Francia, offrendo in cambio una condanna a morte sul rogo per il frate domenicano Girolamo Savonarola, che infiamma Firenze con i suoi sermoni sulla castità e la povertà, mettendo a rischio l'attività bancaria della famiglia Medici.
- Guest star: Julian Bleach (Niccolò Machiavelli), Ruta Gedmintas (Ursula Bonadeo), Luke Pasqualino (Paolo), Mickey Sumner (Francesca), Peter Sullivan (Ascanio Sforza), Ronan Vibert (Giovanni Sforza).
- Altri interpreti: Ivan Kaye (Ludovico Sforza), Keith Burke (Gian Galeazzo), James Wooley (Ambasciatore di Navarra), Emily Taaffe (Gabriella Visconti Sforza), Nicholas Rowe (Barone Bonadeo), Frank Bourke (Medico).
- Ascolti USA: telespettatori 778 000[7]
- Ascolti Italia: telespettatori 938 000 – share 3,82%[8]

## Il Re francese
- Titolo originale: The French King
- Diretto da: John Maybury
- Scritto da: Neil Jordan

### Trama
Papa Alessandro VI porta avanti la sua politica antifrancese combinando un matrimonio tra il figlio Goffredo e Sancha d'Aragona, duchessa di Squillace, figlia illegittima del re di Napoli Ferrante, e a tal fine manda come ambasciatore il secondogenito Juan presso il principe Alfonso. Il matrimonio si celebra a Roma, ma in realtà Sancha è affascinata dal cognato Juan e tra i due nasce una relazione amorosa. Accade un altro importante fatto politico: il cardinale Giuliano della Rovere, giunto nel Regno di Francia, istiga re Carlo VIII a invadere l'Italia per prendere possesso di Napoli e per deporre l'attuale pontefice, innalzando al trono di Pietro lo stesso Della Rovere. Il sovrano, che nell'occasione dà sfoggio di tutto il suo potere militare, acconsente e si prepara a oltrepassare le Alpi.
Juan Borgia entra in crisi con la propria famiglia suscitandone il disprezzo perché, trovato nella casa materna il pastore Theo, amico ed ex amante della madre Vannozza, lo picchia a sangue fino a costringere la stessa a cacciarlo. Intanto sboccia un tenero amore tra Lucrezia Borgia e lo stalliere Paolo, facilitato dall'infortunio alla gamba patito da Giovanni Sforza, marito di Lucrezia, che è immobilizzato a letto. Infine, una volta ucciso il marito di Ursula Bonadeo, Cesare può finalmente intrecciare una relazione amorosa con la bella baronessa. Ma quando questa viene a sapere che Cesare, per vendetta, ha assassinato il coniuge, si pente e decide di farsi suora, passando il resto della sua vita nel convento di Santa Cecilia a Ostia.
- Guest star: Emmanuelle Chriqui (Sancha d'Aragona), Ruta Gedmintas (Ursula Bonadeo), Michel Muller (Re Carlo VIII di Francia), Luke Pasqualino (Paolo), Augustus Prew (Alfonso II di Napoli), Mickey Sumner (Francesca), Peter Sullivan (Ascanio Sforza), Ronan Vibert (Giovanni Sforza).
- Altri interpreti: Alan Westaway (Ambasciatore napoletano), Joseph M. Kelly (Re Ferrante di Napoli), Mark Noble (Generale francese), Edward Akrout (Capitano francese), David Bamber (Theo), Anne Lambton (Badessa).
- Ascolti USA: telespettatori 824 000[9]
- Ascolti Italia: telespettatori 938 000 – share 3,82%[8]

## Morte su un cavallo verdastro
- Titolo originale: Death, on a Pale Horse
- Diretto da: Jeremy Podeswa
- Scritto da: Neil Jordan

### Trama
Prosegue il tormentato rapporto tra Lucrezia e Giovanni Sforza a Pesaro. Oltre a trattarla male, il duca infatti decide anche di non aiutare papa Alessandro VI nella difesa dello Stato Pontificio, uniformando la politica filofrancese di tutta la casata degli Sforza. Lucrezia dal canto suo si consola coltivando il rapporto clandestino con lo stalliere Paolo e continuando a minare la salute fisica del marito. Al fine di convincere Giovanni e sua cugina Caterina Sforza ad aiutare Roma, il papa invia a Pesaro la sua amante Giulia Farnese, che non riesce a persuadere i due, ma scopre che Lucrezia aspetta un bambino. Contemporaneamente Cesare prova a convincere l'ex amante Ursula Bonadeo a recedere dal suo intento di consacrarsi a Dio, ma la decisione della giovane è irrevocabile. Prosegue anche la relazione tra Juan e Sancha d'Aragona, moglie di Goffredo.
Le imponenti armate francesi, al comando di re Carlo VIII, hanno ormai varcato le Alpi e marciano verso sud con l'intento di conquistare il Regno di Napoli. In Toscana l'esercito si trova però di fronte alla città di Lucca. Re Carlo mostra tutta la sua ferocia e dopo un breve cannoneggiamento distrugge la porta della città e mette Lucca a ferro e fuoco, facendo accanire la soldataglia sulla popolazione inerme. Dietro questo massacro c'è l'intento preciso del re di rendere più "mansuete" le città italiane, e infatti nessuna di queste manifesta più ostilità verso i francesi, a parte Roma e, ovviamente, Napoli. Sconvolto da quanto accaduto a Lucca, il cardinale Giuliano della Rovere si reca a Firenze per evitare che la città medicea subisca la stessa sorte, imponendo però condizioni assai gravose, alle quali Piero de' Medici acconsente, con grande sdegno di Machiavelli. Qualche giorno dopo, l'armata di Francia entra pacificamente in Firenze.
- Guest star: Emmanuelle Chriqui (Sancha d'Aragona), Julian Bleach (Niccolò Machiavelli), Ruta Gedmintas (Ursula Bonadeo), Michel Muller (Re Carlo VIII di Francia), Luke Pasqualino (Paolo), Augustus Prew (Alfonso II di Napoli), Peter Sullivan (Ascanio Sforza), Mickey Sumner (Francesca), Ronan Vibert (Giovanni Sforza).
- Altri interpreti: Mark Noble (Generale francese), Anne Lambton (Badessa), Arkie Reece (Ufficiale francese), Joseph M. Kelly (Re Ferrante di Napoli), László Konter (Cardinale Colonna), Vernon Dobtcheff (Cardinale Versucci), Bosco Hogan (Cardinale Piccolomini), Cesare Taurasi (Piero De Medici), Gina McKee (Caterina Sforza), Edward Petherbridge (Frate Raffaele).
- Ascolti USA: telespettatori 855 000[10]
- Ascolti Italia: telespettatori 948 000 – share 4,58%[11]

## L'arte della guerra
- Titolo originale: The Art of War
- Diretto da: Jeremy Podeswa
- Scritto da: Neil Jordan

### Trama
- Guest star: Ruta Gedmintas (Ursula Bonadeo), Michel Muller (Re Carlo VIII di Francia), Luke Pasqualino (Paolo), Peter Sullivan (Ascanio Sforza), Ronan Vibert (Giovanni Sforza).
- Altri interpreti: Robert Reina (Ambasciatore spagnolo), Bosco Hogan (Cardinale Piccolomini), Lucy Drive (Carina), Danny Midwinter (Condottiere 1), László Konter (Cardinale Colonna), Vernon Dobtcheff (Cardinale Versucci), Mark Noble (Generale francese), Edward Petherbridge (Frate Raffaele), Árpád Csernik (Capitano dell'artiglieria), Zoltán Schmied (Condottiere 2), Sebastian Cortes (Prete).
- Ascolti USA: telespettatori 764 000[12]
- Ascolti Italia: telespettatori 948 000 – share 4,58%[11]

## Nessuno
- Titolo originale: Nessuno (Nobody)
- Diretto da: Jeremy Podeswa
- Scritto da: Neil Jordan

### Trama
- Guest star: Emmanuelle Chriqui (Sancha d'Aragona), Ruta Gedmintas (Ursula Bonadeo), Michel Muller (Re Carlo VIII di Francia), Peter Sullivan (Ascanio Sforza), Ronan Vibert (Giovanni Sforza).
- Altri interpreti: Mark Noble (Generale francese), László Konter (Cardinale Colonna), Vernon Dobtcheff (Cardinale Versucci), Bosco Hogan (Cardinale Piccolomini), Jean-Paul Van Cauwelaert (Scortatore francese 1), David Lowe (Ambasciatore francese), Naomi Cooper-Davis (Prostituta 1), Orsolya Éva Oroszi (Prostituta 2), Susan Cookson (Levatrice), Russ Bain (Soldato francese 1), Matt Stokoe (Soldato francese 2), Richard Shanks (Soldato francese 3).
- Ascolti USA: telespettatori 810 000[13]
- Ascolti Italia: telespettatori 948 000 – share 4,58%[11]